# Прен, Жан-Батист
Жан-Батист Прен (фр. Jean-Baptiste Prin; около 1669, Лондон — 1743, предположительно Страсбург) — французский музыкант, виртуоз игры на трумшайте (монохорде).
Научился игре на своём инструменте у отца, французского эмигранта. В молодости перебрался в Лион, где начал выступать как исполнитель и сочинять. На рубеже столетий обосновался в Париже, где приобрёл некоторую известность игрой на театральных представлениях, дававшихся в ходе ежегодной крупной ярмарки в квартале Сен-Жермен-де-Пре. Получил приглашение занять должность придворного солиста в Версальском дворце Людовика XIV, однако вместо этого по неизвестным причинам в 1704 г. вернулся в Лион. Активно преподавал игру на своём инструменте (известно, что по его заказу было изготовлено более 150 трумшайтов). В 1737 г. уехал в Страсбург.
Прену принадлежит ряд сочинений и трактат о своём инструменте, датированный 1742 годом. Первый концерт Прена для трумшайта, гобоя и струнных был записан швейцарским ансамблем «Арчимбольдо» во главе с исполнителем на монохорде Тило Хиршем. Сюиту Прена «Эхо Психеи» для трубы, ударных и органа записали Ги Туврон, Вернер Терихен, Николас Бардах и Вольфганг Кариус.